# 独立镇
独立镇（英語：Independence）是位于美国纽约州阿利根尼县的一个镇，地处阿利根尼县的东南角。2010年美国人口普查时，该镇有1167人。1821年，独立镇从陈尔弗雷德镇分出建镇。